# Климово (Муромский район)
Климово — село в Муромском районе Владимирской области Российской Федерации, входит в состав Ковардицкого сельского поселения.

## География
Село расположено в 24 км на северо-запад от центра поселения села Ковардицы и в 29 км на северо-запад от Мурома, в 1 км от железнодорожной станции Безлесная на линии Ковров — Муром.

## История
По писцовым книгам 1629-30 годов село Климово значится старинной вотчиной стольника Князя Алексея Ивановича Ворытынского, в селе имелась деревянная церковь Успения Пречистой Богородицы  и 63 двора. Данные о церкви Успения Пресвятой Богородицы и дворе князя Ивана Алексеевича Ворытынского в селе есть и в окладных книгах 1676 года. Успенская деревянная церковь существовала в селе Климове до 1784 года и пришла в крайнюю ветхость. В этом же году на средства местного помещика секунд-майора А. Евреинова началось строительство каменного храма на новом месте на расстоянии 190 саженей от прижнего. Придел нового храма был устроен и освящен в 1787 году, а главный престол в следующем 1788 году. Престолов в нём два: главный в честь Успения Пресвятой Богородицы, в приделе теплом в честь Казанской иконы Божьей Матери. В конце XIX века приход состоял из села Климова, сельца Зинина, деревень: Митенева, Нечаевки, в которых по клировым ведомостям числилось 195 дворов, 628 мужчин и 636 женщин. В селе Климове имелась земская народная школа, учащихся в 1896 году было 44.
В конце XIX — начале XX века село входило в состав Булатниковской волости Муромского уезда.
С 1929 года село являлось центром Климовского сельсовета Муромского района, позднее в составе Зименковского сельсовета, с 2005 года — в составе Ковардицкого сельского поселения.

## Население
| 1859 |
| ---- |
| 334  |

| 1859 | 1905 | 1926 | 2002 | 2010 | 2012 | 2021 |
| ---- | ---- | ---- | ---- | ---- | ---- | ---- |
| 334  | ↗473 | ↗567 | ↘48  | ↘42  | ↘37  | ↗41  |